# Vysjneve
Vysjneve (ukrainsk: Вишне́ве) er en by 2 km syd for Kyiv i Ukraine. Den ligger i Butja rajon i Kyiv oblast. Den lå i Kyiv-Sviatoshyn rajon, indtil denne blev nedlagt som led i reformen af Ukraines administrative opdelinger i 2020. Vysjneve er vært for administrationen af Vysjneve urban hromada, en af Ukraines hromadaer. I 2021 havde byen  42.480 indbyggere.

## Historie
I 1886 blev der bygget en jernbanestation på  stedet; på det tidspunkt var den nærmeste bebyggelse landsbyen Zhuliany (ukrainsk Жуляни), så jernbanestationen fik navnet "Zhuliany" efter landsbyen. I 1912 begyndte folk at bosætte sig omkring stationen.
Under den Russiske borgerkrig (1917-1921) kæmpede de Røde og Hvides hære her. Befolkningen steg i tiden under Joseph Stalins tvungne kollektiviseringspolitik (1928-1940), hvor bønder bosatte sig i nærheden af stationen.
Under Anden Verdenskrig blev Vysjneve en slagmark. Sovjetiske og tyske tropper kæmpede der indtil 8. august 1941. Efter krigen modtog 365 indbyggere priser for hæder og heltemod.

## Galleri
- Ascensionkirken
- jernbanestation
- Monument i Vysjneve